# Zastava 1100 T
La gamme de véhicules utilitaires Zastava 1100 T est la version yougoslave de la gamme Fiat 1100 T produite sous licence par le constructeur yougoslave Zastava à partir de 1959. La gamme restera en fabrication pendant 22 ans. Le dernier exemplaire a été fabriqué en 1981 avant que le modèle ne soit remplacé par le Zastava Rival, la version locale de l'Iveco Daily.

## Historique
Présenté en 1959, cette gamme de véhicules aux caractéristiques utilitaires très marquées, bénéficie de toute l'expérience de Fiat dans le domaine. C'est le premier modèle de ce genre de la marque yougoslave. Reprenant les caractéristiques de fiabilité et robustesse qui ont fait le succès des versions originales Fiat, il était construit sur un châssis renforcé qui s'avèrera être parmi les plus robustes et fiables de l'époque. Disposant du moteur essence Fiat 103 de 1 089 cm3 développant 38 ch à 4 400 tr/min avec un couple élevé, il offrait une vitesse de 90 km/h avec une charge utile élevée de 1 100 kg.
La gamme Zastava 1100 T, copie conforme des Fiat 1100 T, étaient dotés d'un moteur très robuste et fiable, mais c’est surtout la qualité de la transmission et le châssis extrêmement résistant qui permirent de réaliser une véritable gamme de produits comprenant fourgon, châssis cabine et les dérivés commerciaux sur mesure.
La gamme Zastava 1100 T sera déclinée en plusieurs séries, et sera le premier véhicule utilitaire léger qui ne sera pas dérivé d'une automobile comme ce fut le cas précédemment :
- 1959 - Zastava 1100 T, châssis cabine, plateau, fourgon, charge utile 1 100 kg, moteur essence Fiat 103.D.007 de 1 089 cm3 38 ch DIN à 4 800 tr/min,

- 1973 - Zastava 1300 TF/TK, moteur essence Fiat 116.003 de 1 295 cm3 45 ch DIN,

- 1977 - Zastava 1500 TF/TK, charge utile portée à 1,3 tonne, moteur essence Fiat 115.C de 1 481 cm3 55 ch DIN,

- 1977 - Zastava 412 T/NF1, moteur 1760 cm3, 51 cxh à 4.000 tr/min,

- 1979 - Zastava 1300 TD, avec moteur diesel Fiat type 305.D de 1 901 cm3 et 53 ch,

Cette camionnette sera également fabriquée sous licence Fiat en Autriche chez Steyr.
Cette gamme comprenait plusieurs versions de chaque modèle. les codes employés par le constructeur yougoslave étaient :
- F - fourgonnette,
- K - minibus,
- T - pick-up,
- P - camion avec double cabine,
- FP - cellule frigorifique,
- FM - police,
- S - équipement sanitaire, ambulance ,

- L-lux - minibus spéciaux.

### La série Zastava 1100 T
| Modèle                | Type                                     | Années de production | Type moteur   | Cylindrée | Puissance ch DIN       | PTC en tonnes |
| --------------------- | ---------------------------------------- | -------------------- | ------------- | --------- | ---------------------- | ------------- |
| Fiat 1100 T (ZFA 217) | Camionnette, pickup, fourgon             | 1957 - 1959          | Fiat 103D     | 1 089     | 38 à 4 400 tr/min      | 2,4           |
| Fiat 1100 T2 (217B)   | Camionnette, pick-up, fourgon, ambulance | 1959 - 1963          | Fiat 103G     | 1 221     | 45 à 5 000 tr/min      | 2,5           |
| Fiat 1100 T2 (217D)   | Camionnette, pick-up, fourgon, ambulance | 1963 - 1967          | Fiat 103G1    | 1 295     | 45 à 4 800 tr/min      | 2,5           |
| Fiat 1100 T3 (217E)   | Camionnette, pick-up, fourgon            | 1966 - 1968          | Fiat 115C     | 1 481     | 53 à 4 400 tr/min      | 2,5           |
| Fiat 1100 T4          | Camionnette, pick-up, fourgon            | 1968 - 1971          | Fiat 124AZ    | 1 438     | 51 à 4 600 tr/min      | 2,5           |
| Fiat 1100 TN Diesel   | Camionnette, pick-up, fourgon            | 1962 - 1968          | Fiat 305D     | 1 901     | 47 à 3 800 tr/min      | 2,75          |
| Fiat 1100 TN1         | Camionnette, Châssis cabine, Fourgon     | 1968 - 1971          | Fiat 237AZ    | 1.895     | 47 à 3 800 tr/min      | 2,75          |
| Zastava 1100 T        | Camionnette, pick-up, fourgon            | 1959 - 1964          | Fiat 103G     | 1 089     | 45 à 5 000 tr/min      | 2,4           |
| Zastava 1300 T2       | Camionnette, pick-up, fourgon, ambulance | 1973 - 1977          | Fiat 116      | 1 295     | 50 à 4 800 tr/min      | 2,5           |
| Zastava 1500 T        | Camionnette, pick-up, fourgon, ambulance | 1977 - 1981          | Fiat 115C     | 1 481     | 53 à 4 800 tr/min      | 2,5           |
| Zastava 1300 TD       | Camionnette, pick-up, fourgon, ambulance | 1979 - 1981          | Fiat 305D     | 1 901     | 51 à 3 800 tr/min      | 2,5           |
| Fiat 238              | Fourgon traction avant - minibus         | 1966 - 1981          | Fiat 124BL    | 1 197     | 44 à 4 600 tr/min      | 2,3           |
| Fiat 241T             | Châssis cabine                           | 1966 - 1979          | Fiat 124AZ2   | 1 438     | 51 à 4 600 tr/min      | 2,8           |
| Zastava 430 / 435 T   | Fourgonnette - minibus                   | 1970 - 1977          | Fiat 100D     | 767       | 27 à 4 600 tr/min      | 1,5           |
| Zastava 850 & 900 T   | Fourgonnette - minibus                   | 1977 - 1990          | Fiat 100G     | 843       | 35 à 5 300 tr/min      | 1,6           |
| Zastava Rival         | Châssis cabine - fourgon - minibus       | 1981 - 1995          | Fiat 8140     | 2 445     | 72 / 90 à 3 600 tr/min | 3,5           |
| Zastava Turno Rival   | Châssis cabine - fourgon - minibus       | 1996 - 2017          | Fiat 8140.43S | 2 799     | 126 à 3 200 tr/min     | 3,5           |